# Harald Gärtner
Harald Gärtner (* 30. November 1968 in Gießen) ist ein ehemaliger deutscher Fußballspieler und war von 2007 bis 2019 Geschäftsführer Sport und Kommunikation beim FC Ingolstadt 04. Aktuell ist er Europadirektor des Los Angeles Football Club und verantwortet die Vereine Grasshoppers Zürich und Wacker Innsbruck.

## Karriere

### Vereine
Als aktiver Spieler spielte Harald Gärtner in der 2. Bundesliga für Fortuna Düsseldorf, den SV Meppen und Hannover 96. 2001 wechselte der Mittelfeld- und Abwehrspieler, der als Jugendlicher für Eintracht Frankfurt spielte, nach Österreich in die 1. Bundesliga zu Admira Wacker Mödling. Danach wechselte er in die Regionalliga Süd zum SSV Jahn Regensburg und zum Abschluss seiner Profikarriere zum SV Darmstadt 98.

### Sportfunktionär
Nach dem Ende seiner aktiven Laufbahn war Harald Gärtner zunächst als Co-Trainer beim FC St. Pauli und als Sportdirektor bei den Sportfreunden Siegen tätig. Zu Beginn der Saison 2007/2008 wechselte er als Sportdirektor zum FC Ingolstadt 04 e. V., mit dem ihm auf Anhieb der Aufstieg in die 2. Bundesliga gelang. Im November 2007 trat Gärtner im Rahmen der von ihm mit initiierten Ausgliederung des Profiteams und der Nachwuchsleistungsmannschaften in die FC Ingolstadt 04 Fußball GmbH den Posten des Geschäftsführers Sport, Kommunikation, Marketing und Finanzen an. Zeitgleich gründete er im Jahr 2007 die FC Ingolstadt Stadionbetreiber GmbH, die er zunächst alleine und ab 2010 als einer von zwei Geschäftsführern leitete. Zu seinen Hauptaufgaben gehörte neben der Verantwortung für die sportliche Entwicklung des FC Ingolstadt 04 auch die Neustrukturierung des Gesamtvereins. Damit verbunden war der Aufbau des Nachwuchsleistungszentrums, einer Scoutingabteilung, der Audi Schanzer Fußballschule (mittlerweile größte Fußballschule Deutschlands) und der Neubau des 2010 eröffneten Stadions Audi-Sportpark. Im Zuge einer von Gärtner vorangetriebenen Umstrukturierung wurden zu Beginn der Saison 2009/2010 die Ressorts der Geschäftsführer aufgeteilt. Harald Gärtner leitete fortan die Bereiche Sport und Kommunikation. Zudem war er bis zu seinem Ausscheiden beim FC Ingolstadt Mitglied in der Kommission Fußball der Deutschen Fußball Liga.
Ende März 2019 trennten sich der FC Ingolstadt und Gärtner vorzeitig. Der FC Ingolstadt stieg mit Harald Gärtner 2008 von der Regionalliga in die 2. Bundesliga auf, nach einem Abstieg in die neu gegründete 3. Liga folgte der sofortige Wiederaufstieg in die 2. Bundesliga im Jahr 2010. In der Saison 2014/15 wurden die „Schanzer“ Meister in der 2. Bundesliga und schlossen die erste Saison in der Fußball-Bundesliga als Tabellenelfter ab.
Am 1. September 2020 wurde Harald Gärtner beim aufstiegsambitionierten österreichischen Zweitligaclub SK Austria Klagenfurt als Geschäftsführer vorgestellt. Nach zwei erfolgreichen Jahren, in denen der Verein bereits im ersten Jahr den Aufstieg in die Bundesliga feiern konnte und im zweiten Jahr die Meisterrunde der Bundesliga mit Platz sechs abschloss, beendete Gärtner sein Engagement in Klagenfurt auf eigenen Wunsch im Sommer 2022.
Am 16. Januar 2024 wurde Harald Gärtner in einer Pressemitteilung des amerikanischen Fußballclubs Los Angeles FC als neuer Europe Director vorgestellt. In seiner Funktion wird der Deutsche die Geschäftsstrategie und die Interessen des LAFC in Europa leiten. Mit dem Schweizer Traditionsverein und Erstligisten Grasshoppers Zürich sowie Wacker Innsbruck aus Österreich verantwortet Gärtner direkt zwei Vereine. Während in Zürich durch eine Mehrheitsbeteiligung die Vereinsführung komplett in den Händen des LAFC und Gärtner liegt, kooperieren sie gemäß der Statuten in Österreich als Partner mit den Klubverantwortlichen in Innsbruck.

## Erfolge

### Als Spieler
- Aufstieg mit Hannover 96 in die 2. Bundesliga
- Aufstieg mit Fortuna Düsseldorf in die 2. Bundesliga
- Deutscher Amateur-Länderpokalsieger mit der Hessischen U 23-Auswahl

### Als Sportfunktionär
- Saison 2014/15 Aufstieg mit FC Ingolstadt 04 in die Bundesliga
- Saison 2007/08 und Saison 2011/12 Aufstieg mit FC Ingolstadt 04 in die 2. Bundesliga
- Saison 2020/21 Aufstieg mit SK Austria Klagenfurt in die österreichische Bundesliga
- Saison 2021/22 Platz sechs und erreichen der Meisterrunde in der österreichischen Bundesliga

## Sonstiges
Harald Gärtner hat sein Abitur, eine Ausbildung als Verwaltungsfachangestellter und eine Ausbildung zum Sportmanager erfolgreich abgeschlossen, außerdem ist er Inhaber der UEFA DFB-A-Lizenz.